# Société Anonyme des Etablissements Nieuport
La Société anonyme des Établissements Nieuport fue una extinta empresa de construcción aeronáutica francesa, anteriormente Nieuport-Duplex y que, inicialmente llevó el nombre de Société Générale d'Aéro-Locomotion - SGAL, fundada en 1908 por Édouard Nieuport para diseñar y construir aeroplanos . Adquirida en 1913 por la acaudalada familia Deutsch de la Meurthe, se convirtió en Nieuport-Astra tras la fusión con la Société Astra en 1921, antes de fusionarse en julio de 1935 con Loire Aviation como Société Anonyme Loire-Nieuport.
En enero de 1937, esta empresa es incorporada a la Société Nationale des Constructions Aéronautiques de l'Ouest - SNCAO a tenor de lo dispuesto en la ley de nacionalización de las industrias aeronáuticas de 1936.

## La Société Générale d’Aéro-Locomotion
En 1902 Édouard Nieuport fundó en Suresnes con su hermano Charles Nieuport-Duplex, una empresa de fabricación de magnetos, bujías y acumuladores para automóviles. La empresa contó entre sus clientes con la firma Citroën y del ingeniero de motores Léon Levavasseur, que adoptó el encendido Nieuport-Duplex en los motores de sus aviones. El motor Antoinette 8V que propulsaba el biplano Voisin que permitió a Henri Farman cubrir el primer kilómetro en 1907 tenía un encendido Nieuport-Duplex.
El 13 de enero de 1908 Nieuport-Duplex se restructura como la Société Générale d'Aéro-Locomotion - SGAL con el apoyo financiero del pionero de la aviación teniente Jacques de Caumont La Force, y de la familia Niéport (su apellido original). Édouard Nieuport, con 35 años a la sazón y formación deportiva, quería construir aviones de competición. El primer logro de la sociedad fue por tanto, un monoplano basado en la fórmula de Louis Bleriot con un fuselaje de estructura sin revestimientos, el Nieuport I del que se dijo que era capaz de volar a 72 km/h con un motor Darracq de 28 hp.  Desgraciadamente es víctima de la crecida del Sena durante la Gran Inundación de París en enero de 1910.
En abril de 1910 SGAL abrió un taller en las inmediaciones del aeródromo militar de Mourmelon-le-Grand, en Marne, lejos de las inundaciones y cerca de sus competidores y clientes potenciales. El monoplano Nieuport II con un motor rotativo Gnome Omega (comúnmente llamado Gnome 50 hp) que se construyó allí permitió a Édouard Nieuport obtener su licencia de piloto n° 105 del Aéro-Club de France el 10 de junio de 1910. También destacó por las maniobras cerradas que realizaba sobre su monoplaza. El Nieuport II fue también el primer avión de la firma construido en varias versiones y en ser objeto de una orden militar, de él se vendieron sesenta ejemplares.

## Nieuport et Deplante
El 30 de diciembre de 1910 el principal accionista de SGAL, el teniente de Caumont La Force fallece en Buc mientras probaba un Robert Esnault-Pelterie REP Type III. Édouard Nieuport, por lo tanto, debió contratar otro piloto mientras que, a la vez, buscaba una mejor base financiera para su negocio. En mayo de 1911, la empresa se reformó específicamente para construir aviones mientras continuaba construyendo componentes, incluidas hélices, bajo el nombre de Nieuport et Deplante instalada en el 9 rue de Seine (hoy rue Édouard-Nieuport) en Suresnes.
Con los primeros éxitos comerciales, la plantilla de la empresa fue aumentando; mientras, Léon Bazaine se hizo cargo de la producción y, se contrató a un piloto profesional. La elección recayó en Charles Terres Weymann , uno de los primeros pilotos de aviones de competición. 
El año 1911 fue un año de contrastes; el 6 de marzo de 1911, Édouard Nieuport superó los 101 km/h en su Nieuport IIN con motor Gnome de 50 hp; el 21 de mayo estableció un récord mundial de velocidad a 119 km/h, llegando a 133 km/h el 16 de junio. El 1 de julio, en Eastchurch, el Trofeo Gordon Bennett vio a Charles Weymann y Édouard Nieuport llegar primero y tercero respectivamente y Armand Gobé voló 740 km en un Nieuport IIG con un motor de 70 hp. Como resultado de la primera competición militar de aviones en Francia para el ejército, se presentaron casi 110 prototipos que pronto quedaron reducidos a 32. Las tres compañías ganadoras fueron la Société de Production des Aéroplanes Deperdussin SPAD, Société des Ateliers d'Aviation Louis Breguet y Nieuport que recibió un pedido de diez biplazas Nieuport IIG.
En 1913 un Nieuport IIG se convirtió en el primer avión militar español que voló en África. Tres biplazas de ese tipo se habían incorporado a mediados de ese año al Servicio de Aeronáutica Militar.
También en 1911, aparece el monoplano Nieuport IV un desarrollo del Nieuport II monoplaza y del biplaza Nieuport III.A. Inicialmente fue diseñado como un monoplano biplaza deportivo y de carreras, pero también fue comprado por las fuerzas aéreas de varios países. Inicialmente estaba propulsado por un motor rotativo de siete cilindros Gnome 7 Omega de 50 hp (37 kW) , que luego fue reemplazado por rotativos más potentes. Los primeros Nieuport IV se construyeron en 1911 y la producción continuó hasta bien entrada la I Guerra Mundial en Rusia. El diseño fue adoptado en pequeñas cantidades por la mayoría de las armas aéreas de la época, aunque la Flota Aérea Militar Imperial rusa fue el mayor usuario.
Desgraciadamente, Édouard Nieuport es víctima de un accidente de aterrizaje el 15 de septiembre; al aproximarse al suelo, una violenta ráfaga de viento desequilibró el monoplano que se estrella; Édouard Nieuport muere al día siguiente.
La desaparición de Édouard Nieuport podría haber tenido consecuencias considerables para la firma de Suresnes; sin embargo, Charles Nieuport había trabajado lo suficiente con su hermano para poder recoger la antorcha. Nacido el 4 de agosto de 1878, obtuvo su certificado de piloto civil (n° 742 del Aéro-Club de France) el 22 de enero de 1912, y la Patente Militar N.º 156 el 9 de febrero, que le capacitaba para permitirle asegurar la recepción de las aeronaves militares Nieuport 2G y Nieuport IVM.
El 24 de enero de 1913, Charles Nieuport y el mecánico Guillot realizaron pruebas de aceptación en el aeródromo de Étampes , previas a la entrega de tres monoplanos de tres plazas a la Aeronautique Militaire. Tras alcanzar una altitud de 500 m con una carga de 500 kg, realizaron un aterrizaje un tanto brusco, pero inmediatamente despegaron de nuevo. Sin embargo, un control de balanceo se había deformado durante el aterrizaje y, cuando alcanzaron unos 300 m, el avión se detuvo en un giro cerrado y se precipitó a tierra, matando a sus ocupantes.
Mencionar que dos de los cuatro hidroaviones competidores en la primera edición del Trofeo Schneider celebrado el 6 de abril de 1913, en Mónaco eran Nieuport con motores Gnome de 100 hp, en la cual el hidroavión de Deperdussin fue el ganador.
El puesto de diseñador jefe fue asumido por el ingeniero suizo Franz Schneider, más conocido por su trabajo en su siguiente empleo en la compañía alemana Luftverkehrsgesellschaft - LVG, y su largo pleito de patentes con Anthony Fokker por el mecanismo sincronizador de ametralladora; Schneider dejó Nieuport a finales de 1913.

## La Société anonyme des établissements Nieuport

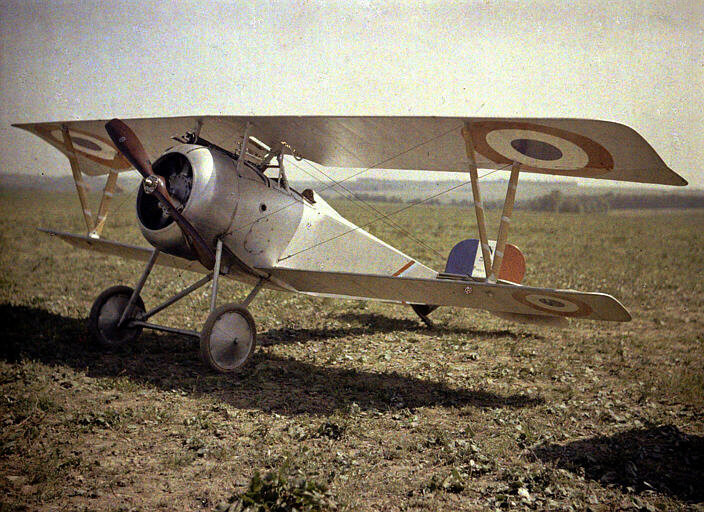
Caza Nieuport 23 C.

Ya propietario desde 1908 de la Société Astra des constructions aéronautiques, el acaudalado magnate del petróleo y apasionado de la aviación Salomon Henri Deutsch de la Meurthe decidió en 1913 comprar las patentes de los fallecidos hermanos Nieuport y separar las actividades. La Société Anonyme des Equipements Electriques (antigua SGAL) siguió produciendo magnetos y bujías en Suresnes, mientras que una nueva empresa, la Société Anonyme des Etablissements Nieuport (con un capital de 1,2 millones de francos) debía garantizar la producción de aviones en una nueva fábrica inaugurada en Issy-les-Moulineaux, dado que, los talleres de Suresnes ya eran demasiado reducidos y por ello, para asegurar los pedidos, había sido necesario subcontratar parte de la producción a la firma Lioré et Olivier , ubicada en Levallois-Perret . También se abrió una escuela de vuelo en Vélizy-Villacoublay. Léon Bazaine fue nombrado director comercial y Henri de la Fresnaye director técnico de Etablissements Nieuport.
Sin embargo, a principios de 1913, la situación de Nieuport seguía siendo precaria. Con la aparición de los monoplanos parasol de la firma Morane-Saulnier , que ofrecían una excelente visibilidad hacia abajo, la Aeronautique Militaire sólo había puesto en servicio únicamente los suficientes para equipar dos escuadrones, uno para el ejército (SPA 12) y otro para la armada. Es cierto que, cierto número de pedidos de exportación (Suecia, Estados Unidos, Japón, Reino Unido) o la transferencia de licencias de fabricación a Rusia e Italia, aseguraron la supervivencia de la empresa, pero no parece que más de 250 células hayan salido de los talleres de Suresnes entre 1912 y 1914.
Gustave Delage y la Primera Guerra Mundial
A principios de 1914, el capitán de corbeta en la reserva e ingeniero Gustave Delage (sin conexión con la compañía de automóviles Delage) fue nombrado director técnico y director general del Departamento de aeronaves, luego movilizado en agosto de 1914, mientras que los trabajadores no movilizados fueron trasladados a Tours para producir allí biplanos Voisin III. De hecho, el general Auguste Hirschauer Jefe del Estado Mayor de París ocupándose de la industria de guerra de la zona suroeste de París, había limitado a cuatro el número de tipos de aviones utilizados por la aeronáutica militar, incluido un solo monoplano, el parasol de la firma Aéroplanes Morane-Saulnier. Como el avance alemán no parecía amenazar París, la fábrica de Issy-les-Moulineaux reanudó su actividad en noviembre de 1914, a donde habían retornado casi todos sus especialistas en abril de 1915.
Antes del inicio del conflicto Gustave Delage había comenzado a trabajar en el diseño de un sesquiplano de competición, un tipo de biplano en la que la envergadura del ala inferior es mucho menor que la de la superior y que más tarde se denomino "sesquiplane". Este avión no estuvo listo para volar hasta después de que comenzara la Primera Guerra Mundial. En última instancia, considerado más útil en el papel de ingeniero, fue enviado de regreso a Issy-les-Moulineaux en febrero de 1915, donde reanuda los trabajos que se plasmarían en el Nieuport 10. Los primeros sesquiplanos de Nieuport entraron en servicio en mayo de 1915; 66 habían sido entregados a finales de agosto de 1915, a finales de octubre 51 más y otros 40 antes de que finalice el año. 
Se produjeron un total de mil unidades del aparato de reconocimiento Nieuport 10 en Francia, Gran Bretaña, Italia y Rusia. Una versión mayor y con motor mejorado fue desarrollada en el avión de caza y reconocimiento Nieuport 12. Más compacto, el Nieuport 11, fue el primero de los famosos cazas Nieuport Bébé o Scout, del que se construyeron 7200 unidades entre 1915 y 1917, seguido por el también caza sesquiplano Nieuport 16 el avión con el que el as francés Georges Guynemer comenzó a hacerse famoso y el biplano Nieuport 17 (4000 unidades).
En noviembre de 1916 se creó en Gran Bretaña la compañía British Nieuport and General Aircraft Co. Ltd. para controlar la fabricación de los cazas Nieuport en ese país. El ingeniero Henry Folland , puesto a disposición por la disolución de la oficina de diseño de la Royal Aircraft Factory , fue contratado para desarrollar nuevos diseños. En noviembre de 1917, la empresa Nieuport ocupaba 4500 m² en Issy-les-Moulineaux y empleaba a 3600 trabajadores en siete talleres; en octubre de 1918, la plantilla era de 4200.
Si a partir de 1916 la Aeronautique Militaire prefirió los cazas producidos por la SPAD , el Nieuport 24 se construyó en serie para las fuerzas aéreas de Bélgica e Italia o las unidades de la Fuerza Expedicionaria Estadounidense, siendo asimismo, fabricados con licencia en Italia por Nieuport-Macchi y en Japón por la compañía aeronáutica Nakajima Hikōki K.K. , así como en 1917, el entrenador avanzado de caza monoplaza Nieuport 27, y en 1918 el caza Nieuport 28, el primer avión en entrar en servicio en un escuadrón de caza íntegramente estadounidense.
En agosto de 1918 el fabricante de hidroaviones Alphonse Tellier  al que, junto con François Denhaut se le puede considerar el inventor del hidroavión, enfermo, vende la Société A. Tellier et Cie a Nieuport; con lo que los talleres en el Quai de Seine en Argenteuil y la Îlle de la Jatte se convierten en la división de avions marins de la firma y de la que A. Tellier siguió siendo director técnico, mientras que el ingeniero Robert Duhamel asumió el cargo la dirección de la oficina de proyectos de Issy-les-Moulineaux. En ese momento, Nieuport adquirió un gran terreno en Burdeos, planeando construir allí una gran fábrica para construir el proyectado hidrocanoa transatlántico de cuatro motores Tellier 4R 450. Este proyecto fue finalmente abandonado y Alphonse Tellier, decepcionado y demasiado enfermo, abandonó toda actividad profesional en 1919.

## Société anonyme Nieuport-Astra
El Armisticio del 11 de noviembre de 1918 provocó la abrupta cancelación de las órdenes de guerra, situación que se agravó en Nieuport con la desaparición de su propietario, Henri Deutsch de la Meurthe, el 24 de noviembre de 1919. Los impuestos de guerra, votados en abril de 1920, agravaron aún más la situación y podría haber llevado a la desaparición de la empresa, como en el caso de Aéroplanes Voisin. Sin embargo, la familia Deutsch de la Meurthe, beneficiaria de las licencias de fabricación transferidas al exterior y de los ingresos provenientes del refino del petróleo gracias a la Société des pétroles Jupiter, en 1920 decidió inyectar nuevo capital para apoyar a la empresa conocida por sus dirigibles y globos aerostáticos Société Astra de Constructions Aeronautiques, la Société anonyme des Etablissements Nieuport y a la aerolínea Compagnie générale transaérienne - CGT. En agosto de 1921, la CGT se vendió a la Compagnie des Messageries Aériennes ; las otras dos empresas se fusionaron en la Société anonyme Nieuport-Astra , con un capital de 38 millones de francos. La planta de Issy-les-Moulineaux en octubre de 1923 sólo empleaba a 650 personas.
El nuevo director general de Nieuport-Astra fue el empresario y explorador Gaston Gradis, yerno de Henri Deutsch de la Meurthe, junto a quien había un director comercial, Léon Bazaine, un director administrativo, el Sr. Thomas, y Gustave Delage como director técnico. Este último fue el verdadero motor de la firma de Issy-les-Moulineaux hasta 1932 y a partir de la creación de la Société Anonyme Nieuport-Astra se decidió designar en adelante a los aviones producidos con el nombre de Nieuport-Delage para distinguir entre producciones francesas y británicas. De hecho, British Nieuport and General Aircraft , que había cerrado en agosto de 1920, fue adquirida por Gloucestershire Aircraft conocida más tarde como Gloster Aircraft Company.
Gustave Delage fue asistido por el ingeniero y aviador Henry Kapferer (sobrino-nieto de Henry Deutsch de la Meurthe), responsable del estudio de los dirigibles Astra (un departamento que desaparecerá en 1925) y por los ingenieros Albert Mary, responsable del estudio de aviones e hidroaviones, Bilhaut, que se encargó de los estudios aerodinámicos, Pillon de la oficina de diseño, y Robert Duhamel de los productos de la Société A. Tellier, que permanecieron en el catálogo de la firma hasta 1923, finalmente el ingeniero Chaumarat se encargó de la producción.
Además de la producción de los cazas biplanos Nieuport-Delage NiD.29. producidos durante la guerra que se convirtieron en aviones de entrenamiento, Nieuport-Astra se benefició de los ingresos conseguidos con las licencias de fabricación a Bélgica, España, Italia y Japón (Nakajima Ko-4) del NiD 29, para producir brillantes aviones de carreras. En 1925 incorporó a su catálogo hélices metálicas y productos de la empresa bordelesa Société Anonyme de Travaux Dyle et Bacalan. Con solo 650 personas en 1923, también acordó estudiar y producir bajo contrato estatal remolcadores, barcazas y otros barcos destinados a las colonias gracias a la fábrica Tellier; así como embarcaciones de recreo y lanchas rápidas que gozaron de cierto éxito en competición.
Gustave Delage diseñó durante este período aviones de transporte de pasajeros como el Nieuport- Delage NiD 390/391 o el trimotor para uso colonial NiD 590,  e incluso, probó suerte en la aviación turística, con un único prototipo del extraño avión de turismo sin cola, con configuración propulsora, reminiscencia de los diseños del alemán Alexander Lippisch Nieuport-Delage NiD 941 que no recibió su Certificado de Aeronavegabilidad. 
Para reemplazar sus ya obsoletos NiD 29, la Aeronautique Militaire elegiría una nueva generación de cazas diseñados por Gustave Delage, sesquiplanos que tenían la ventaja de ofrecer una mejor visibilidad hacia abajo; en 1925 se ordenaron 27 monoplanos de caza Nieuport-Delage NiD 42C .
Un desarrollo del NiD 42C aunque construido principalmente con piezas de metal en vez de en madera aparecido en 1927, el Nieuport-Delage NiD 52 fue el ganador en la competición para un nuevo caza organizada por el gobierno español en 1928; fue construido en España bajo licencia por la firma Hispano-Suiza en Guadalajara a partir de 1930 con un total de 91 ejemplares. En 1928, se construyó un segundo desarrollo del anterior, el NiD 62, con 322 ejemplares construidos, y su variante NiD 622 con 314 unidades en 1930.

## Société Anonyme Loire-Nieuport
En un intento de revitalizar la industria aeronáutica francesa, Laurent Eynac, nombrado Ministro del Aire el 11 de noviembre de 1928, en un intento por reagrupar a los industriales aeronáuticos franceses dispersos, compitiendo por contratos sin seguimiento. Por lo tanto, se funda la Société Générale Aeronautique - SGA entre noviembre de 1929 y febrero de 1930 con el apoyo financiero del Banco Nacional de Crédito. Reunió a los fabricantes de aviones Aéroplanes Hanriot et Cie (París y Bourges), Chantiers Aéro-Maritimes de la Seine - CAMS (Sartrouville), Société d'emboutissage et de constructions mécaniques - SECM-Amiot (Colombes y Caudebec-en-Caux), Nieuport-Astra y  Société Aérienne Bordelaise - SAB (Burdeos, ex Dyle et Bacalan), y el fabricante de motores de aviación Lorraine-Dietrich (Argenteuil). La SGA iba a demostrar ser un "pozo sin fondo" en términos económicos. 
Al no aceptar sus métodos de gestión, Gustave Delage dimitió a finales de 1932; su salida conlleva a que los nuevos proyectos de modelos no son ya designados como NiD sino como Ni. La anterior designación es abandonada por Nieuport en 1934, el año en el que se presenta el biplaza de bombardeo en picado Nieuport Ni 140.01. Fue precisamente este avión y sus desarrollos con un parecido superficial con el Junkers Ju 87, que llevó a las acusaciones vertidas por los alemanes respecto a que Francia había conseguido planos del Stuka en los años treinta, acusaciones que se repitieron en relación con los Potez 63 y Messerschmitt Bf 110..
Unos meses después, el consejo de administración de Nieuport-Astra decidió abandonar la SGA,- que finalmente quebró a fines de 1934 -, y buscar otro socio. En 1933 se llega a un acuerdo de fusión con la firma Loire Aviation con fábrica en Saint-Nazaire pasando la compañía a denominarse Loire-Nieuport; sin embargo, ambas empresas mantuvieron sus propias oficinas de diseño, plantas y aeródromos de prueba.
El único de los dos últimos diseños destacables y del que se construyó en serie durante la efímera asociación de ambas firmas, fue el monoplaza embarcado de bombardeo en picado Loire-Nieuport LN.401 (Serie 40), un desarrollo del similar prototipo Nieuport Ni 140, que efectúa su primer vuelo en junio de 1938 por lo que la factoría ya estaba integrada en la SNCAO. Se da el caso que dicha sociedad en 1942, bajo el gobierno de la Francia de Vichy, reanudó su construcción (24 unidades) a partir de componentes en la planta de Châteauroux.

## 1937-1940 Nacionalización
A mediados de la década de 1930, mientras Alemania había iniciado en 1933 su rearme, Francia fue quedándose rezagada. Su aviación militar no puede competir en concepción ni tecnológicamente con la recién nacida Luftwaffe, ni con los avanzados monoplanos de caza y bombarderos fabricados en el Reino Unido. En Francia, se había iniciado una exagerada política de prototipos, sin embargo, los modelos producidos no cumplían con las ambiciosas especificaciones emitidas por el Service technique de l'aéronautique o no podían producirse en serie con la suficiente rapidez. Tanto es así, que algunos modelos ya estaban obsoletos al entrar en servicio. Cuando el Frente Popular francés llegó al poder en mayo de 1936, su gobierno decidió nacionalizar dos tercios de la industria aeronáutica para compensar la falta de productividad de los fabricantes de la época y racionalizar la producción. Así por la ley de nacionalización de 11 de agosto de 1936, el gobierno francés reúne las fábricas y las oficinas de diseño de varias empresas privadas dentro de seis sociedades mixtas estatales según su ubicación geográfica (SNCASO, SNCASE, SNCAC, SNCAN, SNCAO y SNCAM).·. Creadas con el estatuto de sociedades anónimas de economía mixta en las que el estado posee las dos terceras partes de las acciones, son administradas por un consejo de administración cuyos miembros son designados por el gobierno y cuyo presidente era el ex director general de la Société Aéronautique Loire-Nieuport, Henri de l'Escaille..
La firma Loire-Nieuport finalmente fue nacionalizada como la Société nationale des constructions aéronautiques de l'Ouest - SNCAO, la más pequeña de las seis sociedades estatales. La sociedad se creó el 1 de febrero de 1937, tras la fusión de las plantas de fabricación de las firmas constructoras de aeroplanos Société des Ateliers d’Aviation Louis Breguet, en Bouguenais , y las de la Société Anonyme Loire-Nieuport en Saint-Nazaire e Issy-les-Moulineaux, mientras que el nombre Nieuport desapareció del registro mercantil en marzo de 1937.

## Aviones construidos por empresas que utilizaron la marca Nieuport
Desafortunadamente para los historiadores aeronáuticos, la mayoría de los primeros monoplanos construidos por la compañía no parecen haber llevado designaciones, por lo que se les ha nombrado por orden cronológico con números romanos, aunque a veces, algunas fuentes los designan con números latinos. De hecho los números asignados a partir del 11 a los aviones Nieuport los aplicó la Aeronautique Militare francesa.
- Nieuport I L'Araignée (1909) - Monoplano deportivo ultraligero
- Nieuport II  (1910) -  Monoplano deportivo/competición
- Nieuport III (1911) - Monoplano biplaza competición/reconocimiento militar
- Nieuport IV (1911) - Monoplano deportivo, de entrenamiento y reconocimiento
- Nieuport VI (1913) - Hidroavión monoplano de reconocimiento
- Nieuport 10 (1914) - Biplano monoplaza de observación
- Nieuport 11 (1916) - Biplano monoplaza de caza
- Nieuport 12 (1915) - Biplano biplaza de caza y reconocimiento
- Nieuport 17 (1916) - Biplano monoplaza de caza
- Nieuport 18 (1916) - Biplano biplaza de entrenamiento
- Nieuport 21 (1916) -  Biplano monoplaza de caza
- Nieuport Monoplane (1917) Prototipo
- Nieuport 24 (1917) -  Biplano monoplaza de caza
- Nieuport 25 (1917) - Biplano monoplaza de caza y entrenamiento avanzado
- Nieuport 27 (1917) - Biplano monoplaza de caza y entrenamiento avanzado

Nieuport Triplane (1917) - Prototipos (3) para el Royal Flying Corps
- Nieuport Madon (1918)  - Prototipo. Sesquiplano monoplaza de caza
- Nieuport 28 (1917) - Biplano monoplaza de caza
- Nieuport-Delage NiD 29 (1918) - Biplano monoplaza de caza
- Nieuport-Delage NiD 31 (1919) - Prototipo. Sesquiplano monoplaza de caza
- Nieuport-Delage NiD 32 (1920) - Biplano experimental de caza embarcado
- Nieuport Nightjar / Gloster Nightjar (1920)
- Nieuport-Delage NiD 30T (1919) - Biplano monomotor de trasporte comercial (4 plazas)
- Nieuport-Delage NiD 32 (1920) - Biplano monoplaza de caza experimental para la Marine Nationale
- Nieuport-Delage NiD 33 (1921) - Versión del NiD 29 de entrenamiento avanzado de caza
- Nieuport-Delage NiD 37 (1923) - Prototipo monoplano experimental de caza/competición
- Nieuport-Delage NiD 38 (1924) - Biplano monomotor triplaza de turismo
- Nieuport-Delage NiD 41 Sesquiplan (1921) - Monoplano de competición
- Nieuport-Delage NiD 42 (1924) - Sesquiplano monoplaza de caza
- Nieuport-Delage NiD 43 (1924) - Prototipo hidroavión biplano
- Nieuport-Delage NiD 450 (1930) - Hidroavión monoplano de competición para el Trofeo Schneider
- Nieuport-Delage NiD 48 (1927) - Prototipo monoplano ala parasol de caza
- Nieuport-Delage NiD 52 (1927) - Monoplano ala parasol de caza
- Nieuport-Delage NiD 540 (1930) - Prototipo monoplano monomotor comercial (8 plazas)
- Nieuport-Delage NiD 580 (1931) - Prototipo monoplano en parasol biplaza de reconocimiento
- Nieuport-Delage NiD 62 (1931) - Monoplano ala parasol de caza
- Nieuport-Delage NiD 640 (1927) - Monoplano ala parasol de transporte comercial (4 plazas)
- Nieuport-Delage NiD 650 (1930) - Hidroavión monoplano de competición para el Trofeo Schneider
- Nieuport-Delage NiD 72 (1929) - Versión construcción metálica del NiD 62
- Nieuport-Delage NiD 740 (1930) - Monoplano trimotor - Avión postal
- Nieuport-Delage NiD 590 (1932) - Monoplano trimotor polivalente de empleo colonial
- Nieuport-Delage NiD 941 (1932) - Prototipo monoplano de ala baja sin cola
- Nieuport-Delage NiD 121/125 (1932) - Monoplano ala parasol de caza con moteur-canon
- Loire-Nieuport LN 10 (1939) - Prototipo hidroavión monoplano bimotor de reconocimiento/torpedero
- Loire-Nieuport LN 30 / SNCAO 30 (1938) - Prototipo hidrocanoa monoplano monomotor de entrenamiento
- Nieuport Ni 140 (1935) - Prototipo monoplaza bombardero en picado embarcado
- Loire-Nieuport LN 401/ 411 (1935) - Monoplaza bombardero en picado embarcado, desarrollo del Ni 140
- Nieuport Ni 161 (1935) - Prototipo monoplano monomotor de caza